# 東スラヴ人
東スラヴ人（）とは、スラヴ人の中で東スラヴ語を話す、現代のウクライナ人、ベラルーシ人、ロシア人や近隣の少数民族のことを指す。中世には、東スラヴ人のルーシ人がキエフ・ルーシ（リューリク朝）を支配した。

## 歴史

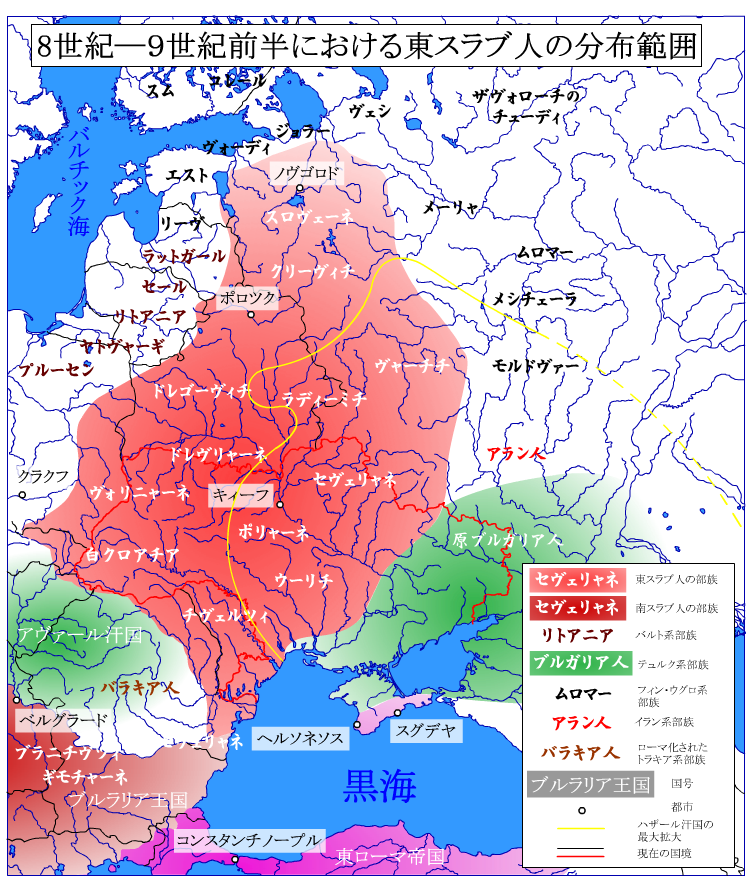
8－9世紀の東スラヴ人

### 情報源
原初年代記に東スラヴ人についての記載がおよそ859年を境に始まるまでの彼らについては相対的にほとんど知られていない。理由としては当時まだ書き言葉がなかったこと、東スラヴ人が辺鄙な場所に居住していたことが挙げられる。故にそれ以前の彼らについては考古学的な発掘、当時彼らの土地に旅した外国人の記録、スラヴ諸語に対する言語的な比較といったことからしか知る方法はない。
偽書であるヴェレスの書を除いては、11世紀以前の現地の文書はわずかしか発見されておらず、9世紀以前の文書に関しては一つもない。主な情報源となる資料の中で最古の物は11世紀及び12世紀に編纂された原初年代記である。それには9世紀までにバルト海から黒海にかけて定住した12個のスラヴ部族が記載されている。これらの12部族とは、それぞれポリャーネ族、デレヴリャーネ族、ドレゴーヴィチ族、ラディーミチ族、ヴァーティチ族、クリーヴィチ族、スロヴェーネ族、ドゥリーブィ族（後にヴォルィーニャネ族及びブジャーネ族と知られるようになる）、白クロアチア族、セヴェリャーネ族、ウーリチ族、ティーヴェルツィ族である。

### 移住
スラヴ人の原郷(Urheimat)については学者の中で未だに合意はなされていない。1千年紀において、スラヴ人は民族移動時代に東ヨーロッパ平原を横断してきた種族と接触していたと思われる。1世紀から9世紀にかけて、サルマタイ人、ゴート族、フン族、アラン人、アヴァール人、ブルガール人及びマジャル人などがポントス・ステップを越え西方向に移動していった。その時に彼らの一部が通過した土地のスラヴ人を従属させた可能性が強いが、このよそから来た部族達はスラヴ人の土地にほとんど痕跡を残していない。初期中世では、スラヴ人は農業従事者、養蜂家、狩人、漁師、牧夫、猟師として拡張していった。8世紀までには、スラヴ人は東ヨーロッパ平原における支配的種族となった。
600年までに、スラヴ人は言語の面において南スラヴ、西スラヴ、東スラヴの三派に分かれることになった。そのうち、東スラヴは二グループに分れ東ヨーロッパ地域になだれ込んだ。一つのグループはドニエプル川沿いの地域で定住を始め、そこから北へは北ヴォルガ渓谷、東へは今日のモスクワ近辺、西へは北ドニエストル川流域、南へは南ブーフ川まで拡散した。もう一つのグループはポメラニアから北東方向へ移動し、そこでルーシ・カガン国のヴァリャーグと遭遇した。彼らは重要な中心地であるノヴゴロドを築き、今日のトヴェリ州、ベロゼルスク周辺で定住し始め、最終的にはメリャ人の土地まで達し、ドニエプルのグループと合流を果たした。

### キエフ・ルーシ時代以前

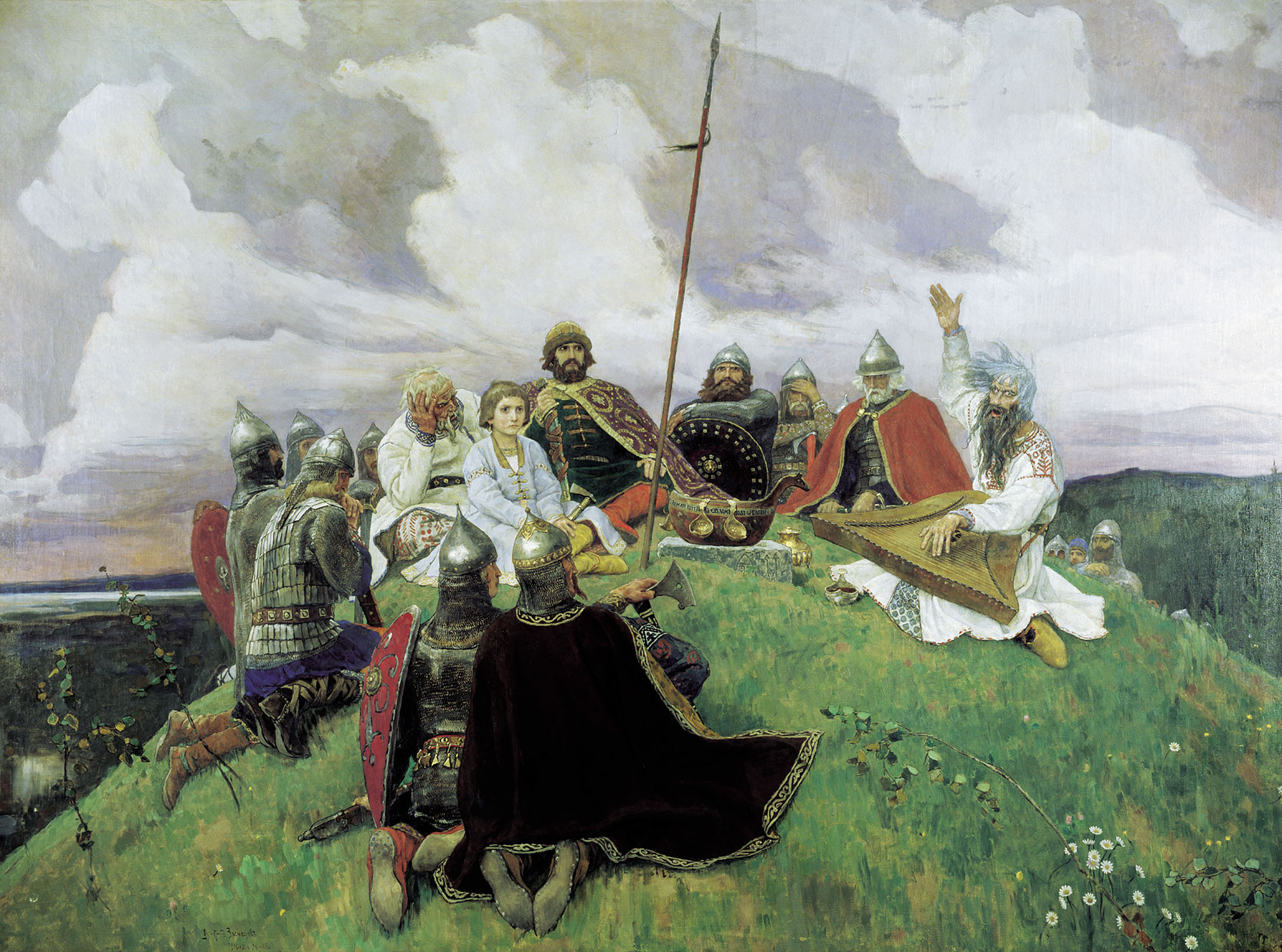
『ボヤーン』 (グースリを弾く吟遊詩人ボヤーン)、ヴィクトル・ヴァスネツォフ画 (1910年)

南方に居住する東スラヴは8世紀からハザール・カガン国に貢ぎ物を差し出さなければならなかった。ハザールはテュルク諸語のハザール語を話す民で、8世紀後半か9世紀に支配階級がユダヤ教に改宗し、南ヴォルガ川流域及びカフカース地方を支配していた。おおよそ同時期に、北方のイリメニ・スロヴェーネ族(en)とクリーヴィチ族は当時バルト海から東ローマ帝国までの貿易路を抑えていたルーシ・カガン国のヴァリャーグによって支配されていた。ルーシ・カガン国はヴァリャーグの国家ではなく、現地の東スラヴ人の国家であるという説もある（国家群の民族構成は、ノース人、東スラヴ人、フィン人、テュルク系民族などであるが、ヴァリャーグ以外の活動は資料上あまり見られない。多民族国家であるため、混血していたとも言われている）。
当時の東スラヴ人の中心都市はノヴゴロド、イズボールスク、ポロツク、グニョーズドヴォ、サルスコエ・ゴロディシュチェ、及びキエフなどである。考古学の研究によれば、これらの都市が登場するのは10世紀に入ったところで、ノヴゴロドのスラヴ人とフィン人がヴァリャーグをスカンディナヴィアに追い返した直後である。ルーシ・カガン国は、その後衰退し、最後は発展してキエフ・ルーシとなったのか、あるいは単にキエフ・ルーシに吸収されたのかは不明である。

### キエフ・ルーシ時代

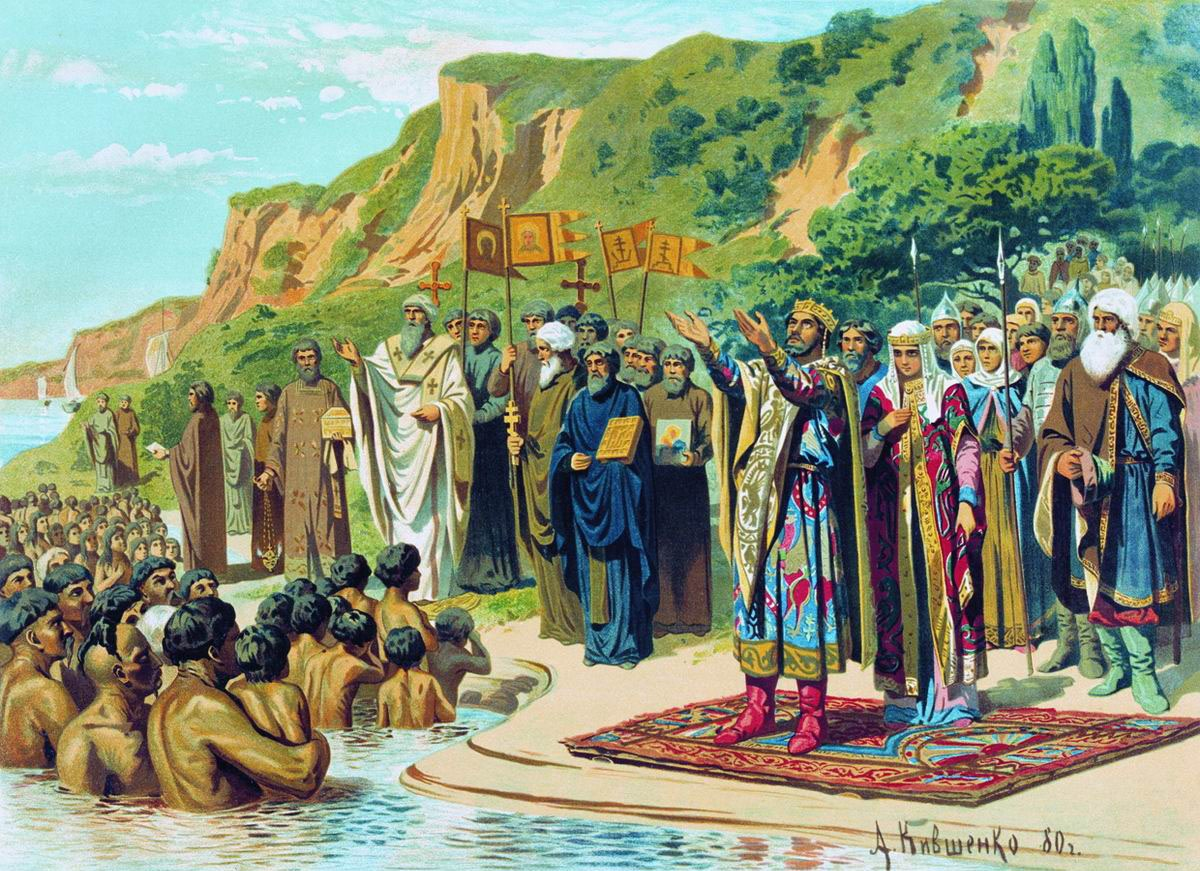
『ルーシの洗礼』 (キエフ大公国をキリスト教化したウラジーミル1世による、キエフの人々への洗礼)、アレクセイ・キフシェンコ画 (1880年)

その後、スラヴ人の招聘によりヴァリャーグがノヴゴロドに戻り、首都をキエフに移した。これについては、ヴァリャーグは招聘されたのではなく侵略し、キエフの現地の公朝（恐らくはポリャーネ族の公朝）を倒して政権を乗っ取ったのを、のちに権力の正当化のために外来王招聘説を取り入れて年代記を作成したものであるという説もある。ヴァリャーグ人の君主と東スラヴ人の貴族・国民からなるリューリク朝キエフ大公国は、キエフを拠点にコンスタンティノポリスに対し何回か遠征を行った。
当初、ヴァリャーグはスラヴ人の支配階級であったが、彼ら10世紀末までに急速にスラヴ化していた。スヴャトスラフ1世（在位945年 - 972年）は初めてスラヴ風の名前を持つルーシの君主で、このころにはスラヴ化がかなりの度合いで進んでいたことを物語っている（建国者はヴァリャーグを構成するルーシ族であるが、スラヴ系のルーシ人とは異なっており、ノルマン系であったものがスラヴ人と混血し、同化されたものと見られているものの、定説とはなっていない）。